# Park Narodowy Przylądka Horn
Park Narodowy Przylądka Horn – park narodowy w Chile, założony w 1945. Zajmuje obszar o powierzchni 631 km². Od 2005 roku wraz z Parkiem Narodowym Alberto de Agostini i Parkiem Narodowym Yendegaia stanowi rezerwat biosfery UNESCO o nazwie „Cabo de Hornos”.

## Flora
Lasy zdominowane są przez bukana Nothofagus betuloides, licznie występuje również Drimys winteri. Prócz tego rosną przedstawiciele Maytenus magellanica i Nothofagus antarctica. Spotyka się formacje typu matorral lub podobne do tundry oraz torfowiska.

## Fauna
W wodach parku występują m.in. wydra patagońska (Lontra felina) i wydra południowa (L. provocax), lampart morski (Hydrurga leptonyx), delfiny: delfin południowy (Lagenorhynchus australis) i delfin chilijski (Cephalorhynchus eutropia), wieloryby i lwy morskie. Z ptaków zaś występuje m.in. mewa południowa (Larus dominicanus), petrelec olbrzymi (Macronectes giganteus), pingwin magellański (Spheniscus magellanicus) i pingwin skalny (Eudyptes chrysocome).
Obszar parku objęty jest ostoją ptaków IBA z uwagi na obecność karakara falklandzkiego z rodzaju Phalcoboenus oraz trzęsiogona czarniawego z rodzaju Cinclodes.